# Thrasos Kastanakis
Thrasos Kastanakis (în greacă Θράσος Καστανάκης, n. 23 decembrie 1901, Kurtuluş⁠(d), Imperiul Otoman, Turcia – d. 17 martie 1967, Paris, Franța) a fost un poet, prozator și romancier grec.

## Biografie
Thrasos Kastanakis s-a născut în anul 1901 în orașul Tatavla (azi Kurtuluș) din apropiere de Constantinopol. După ce a absolvit Liceul Național Franco-Helenic din Constantinopol (Lycée National Francohellénique) a plecat la Paris împreună cu prietenii lui Gheorghios Vakalo și Antonis Giannidis și s-a înscris la Școala de Limbi Orientale de la Universitatea Sorbona (1919). A absolvit în 1921 cu nota 10 (fără precedent pentru această școală până atunci) și s-a stabilit definitiv la Paris. În 1921 a obținut poziția de asistent la departamentul de Filologie Bizantină și Neogreacă al facultății, condus de directorul (fost profesor) Ioannis Psycharis și în 1929 s-a căsătorit cu filologa Angela Valiadou. A divorțat recent trei ani mai târziu și s-a recăsătorit aproape imediat student cu o studentă a fostei soții, Elpida Mavroidis.
A locuit la Atena în timpul ocupației Greciei din cel de-al Doilea Război Mondial și a revenit la Paris după eliberare. A fost un activist politic de stânga și a fondat Uniunea Democratică a Grecilor din Franța, denunțând pe plan internațional persecuția la adresa comuniștilor din Grecia. A murit de ciroză la ficat din cauza alcoolismului și a fost înmormântat la Paris.

## Opera literară
Kastanakis a fost interesat de la început de proză, datorită relației de prietenie pe care a avut-o cu Lysandro Prasino, profesor de limba franceză la Liceul Franco-Helenic și editor al revistei politice Logos. Prima povestire cu titlul Φοβισμένη ψυχή a fost scrisă în perioada în care era elev (1918). Debutul său literar a avut loc în anul 1921 cu povestirea Ο καθένας μονάχος în revista profesorului său (Logos, nr. 4) și în același an a publicat la Constantinopol volumul de poezie Οι ερημιές του Ηλιόχαρου, alcătuit din poezii ce apăruseră mai devreme în aceeași revistă. El a fost co-editor și autor al revistei literare Dionysos.
Kastanakis a devenit cunoscut în literatura greacă mai târziu (1924), atunci când acesta a obținut un premiu pentru romanul său Οι πρίγκιπες la un concurs literar organizat de editura Zikaki. Publicul larg îl cunoaște mai ales datorită ecranizării romanului Χατζημανουήλ în serialul omonim, regizat de Yannis Smaragdis (1984).
O parte semnificativă a operei sale rămâne nepublicată.

## Listă de lucrări
(prima apariție)

### Poeme
- Οι ερημιές του Ηλιόχαρου, Constantinopol, 1921

### Romane
- Οι πρίγκηπες, roman. Αtena, Ζηκάκης, 1924.
- Στο χορό της Ευρώπης, roman. Αtena, Αγών, 1929.
- Η φυλή των ανθρώπων, μυθιστόρημα της ελληνικής ζωής. Αtena 1932 (ediție revizuită, Αtena, Γαλαξίας, 1963).
- Ελληνικά χώματα Α΄ Μυστήρια της Ρωμιοσύνης Κι άλλα διηγήματα. Αtena, Ο Κύκλος, 1933.
- Ελληνικά χώματα Β’ Μεγάλοι αστοί, roman. Αtena, Πυρσός, 1935.
- Ελληνικά χώματα. Τον καιρό της ειρήνης, roman. Αtena, Αετός, 1942.
- Ο Χατζη Μανουήλ, roman. Αtena, 1956.
- Η παγίδα, roman. Αtena, 1962.
- Το κόκκινο άστρο. Αtena, Βιβλιοπωλείο της Εστίας, 1985.

### Povestiri
- Η χορεύτρια κοντεσίνα Φελιτσιτά. Paris, Αγών και Βιβλιοπωλείο της Εστίας, 1928.
- Το Παρίσι της νύχτας και του έρωτα. Paris, 1929.
- Το μαστίγιο και οι πολυέλαιοι. Αtena, Βιβλιοπωλείο της Εστίας, 1930.
- Ο ομογενής Βλαδίμηρος. Αtena, Πυρσός, 1936.
- Ο Ρασκάγιας κι άλλα διηγήματα. Αtena, Πυρσός, 1939.
- Επιλογή. Αtena, Άλφα, 1944.
- Η φάρσα της νιότης. Αtena, Ο Γλάρος, 1944.
- Εφτά ιστορίες. Αtena, Ο Γλάρος, 1944.
- Η προδομένη Γαλλία - Αληθινές ιστορίες από τη γαλλική καταστροφή του 1940. Αtena, Οι Φίλοι του Βιβλίου, 1945.

### Antologie
- Επιλογή· Δέκα διηγήματα. Ξυλογραφίες Γραμματόπουλου. Αtena, Άλφα, 1944